# 야마시타역 (효고현)
야마시타역(일본어: 山下駅, やましたえき)은 일본 효고현 가와니시시에 있는 노세 전철의 역이다. 역 번호는 NS10이다.
노세 전철의 두 노선이 접속하는 결절점이다.

## 역사
- 1923년 11월 3일: 영업 개시, 당시에는 현재의 역전 광장보다 50m 서쪽에 역이 있었다.
- 1976년 4월 11일: 고가화, 현재 위치로 이전.
- 1978년 12월 12일: 닛세이 선 개업.
- 1997년 11월 17일: 특급 "닛세이 익스프레스" 운행 개시.

## 역 구조
쌍상대식 승강장 3면 4선의 고가역이다. 중앙의 섬식 승강장은 V자형으로 되어 있다.
역은 3층, 1층에 개찰구와 조역실과 화장실(휠체어도 병설), 2층에 환승용 대합실, 3층에 승강장이 있다.
엘리베이터는 모든 승강장에 설치되어 있지만, 1층의 개찰구로 승강장을 직접 연결하는 것은 중앙의 2,3번 선 승강장에 설치된 것 뿐 나머지 2개의 승강장의 것은 2층과 3층 사이만 했기 때문에 2층에서 중앙의 엘리베이터를 갈아타게 된다.
에스컬레이터는 설치되지 않았지만 모든 계단에 2단식 난간이 설치되어 있다. 과거에는 1층 개찰구 앞에 매점이 있었지만 현재는 영업하지 않고 있다.
각 승강장 유효 길이는 1,2번 선이 8량 편성, 3번 선이 6량 편성, 4번 선이 4량 편성분. 모든 승강장의 중간 쯤에 대합실이 설치되어 있다.

### 승강장
| 1 | ■ 닛세이 선 | 닛세이추오 방면                                                                          |
| 2 | ■ 닛세이 선 | 가와니시노세구치 방면(주로 닛세이추오 시발 열차) (닛세이 선 1번 선 경유 닛세이추오 방면) |
| 3 | ■ 묘켄 선   | 묘켄구치 방면(또는 일부 가와니시노세구치 방면)                                           |
| 4 | ■ 묘켄 선   | 가와니시노세구치 방면(주로 묘켄구치 시발 열차)                                           |

## 역 주변
- 가와니시 시 향토관
- 가와니시 시 히가시타니 마을 회관
- 가와니시 시 교통국 히가시타니 단지
- 가와니시 시립 가와니시 병원
- 가와니시미노 우체국
- 가와니시 시 향토관
- 가와니시 시 기타 소방서
- 가와니시 시립 히가시타니 유치원
- 가와니시 시립 히가시타니 초등학교
- 가와니시 시립 히가시타니 중학교
- 효고 현립 가와니시호쿠료 고등학교
- 다이와 단지(한큐 기타네오 폴리스)
- 나루오 골프 클럽
- 한큐 오아시스 야마시타점
- 하로즈 야마시타 역점
- 국도 제173호선(노세 가도)

## 인접역
| 노세 전철 ■ 묘켄 선              | 노세 전철 ■ 묘켄 선               | 노세 전철 ■ 묘켄 선                        |
| -------------------------------- | --------------------------------- | ------------------------------------------ |
| NS09 우네노 우메다 방면          | ■ 특급 "닛세이 익스프레스"        | 닛세이추오 NS21(닛세이 선) 닛세이추오 방면 |
| NS09 우네노 우메다 방면          | ■ 보통                            | 사사베 NS11 묘켄구치 방면                  |
| 노세 전철 ■ 닛세이 선            |                                   |                                            |
| NS09 우네노(묘켄 선) 우메다 방면 | ■ 특급 "닛세이 익스프레스" ■ 보통 | 닛세이추오 NS21 닛세이추오 방면            |